# Paint.net
Paint.NET es un editor de imágenes para Windows, desarrollado en el marco de trabajo .NET. La aplicación comenzó como un proyecto desarrollado en la Universidad Estatal de Washington (WSU) para Microsoft Windows supervisado por Microsoft. Paint.NET está programado en el lenguaje de programación C#, con pequeñas cantidades del lenguaje de programación C++ para instalación y funcionalidades relacionadas con la integración con el shell.
El formato de imagen nativo que usa es una representación comprimida del formato de los objetos internos de la aplicación, que conservan las capas y más información. La extensión de archivo es .PDN.
Si bien algunos vieron a Paint.NET como el sucesor no oficial del viejo programa de imágenes Microsoft Paint que viene con Windows, no está realmente afiliado con este último. Lanzado bajo una licencia MIT, Paint.NET era de código abierto. Hoy en día por motivos desconocidos el creador decidió cambiarle la licencia a freeware desde la versión 3.36.

## Historia
Paint.NET surge como un proyecto de estudiantes de diseño profesional de ingenieros en informática en el 2004 en la Universidad Estatal de Washington (WSU). Rick Brewster, uno de los principales diseñadores, dice en su blog que la versión 1.0 fue escrita "en 4 meses... y tenía 36.000 líneas de código." Las versiones recientes tienen en comparación aproximadamente 133.000 líneas de código. El proyecto Paint.NET continuó a lo largo de 2004 con los lanzamientos de las versiones 1.1 y 2.0.
El desarrollo continuó con dos desarrolladores que empezaron a trabajar en Microsoft, los cuales trabajaron en versiones anteriores de Paint.NET mientras eran estudiantes en la Universidad estatal de Washington. Para mayo de 2006, el programa había sido descargado al menos 2 millones de veces, a una tasa de unas 180.000 descargas por mes.

### Cronología de versiones

#### Versión 1.0
Lanzada el 6 de mayo de 2004.
- Desarrolladores de WSU: Rick Brewster, Brandon Ortiz, Chris Trevino, Luke Walker
- Asesor de WSU: Jack Hagemeister
- Patrocinador de Microsoft: Ivan Lumala
- Supervisor de Microsoft: Kerry Hammil

#### Versión 1.1
Lanzada el 1 de octubre de 2004.
- Supervisor de Microsoft, desarrollador principal: Rick Brewster
- Testers y escritores técnicos de WSU: Tom Jackson, Michael Kelsey, Craig Taylor

#### Versión 2.0
Lanzada el 17 de diciembre de 2004.
- Desarrolladores de WSU: Tom Jackson, Michael Kelsey, Craig Taylor
- Asesor de WSU: Jack Hagemeister
- Supervisor de Microsoft: Rick Brewster
- Efectos de relieve (emboss), bajorrelieve (relief) y detección de bordes: Chris Crosetto
- Testing: Estudiantes del curso Computer Science 422 (otoño de 2004) de WSU

#### Versión 2.1
Lanzada el 30 de abril de 2005.
- Desarrolladores: Rick Brewster (líder), Tom Jackson, Craig Taylor
- Diseño del sitio web: Luke Walker

#### Versión 2.5
Lanzada el 26 de noviembre de 2005.
- Desarrolladores: Rick Brewster (líder), Tom Jackson
- Traducción al alemán: Dennis Dietrich

#### Versión 2.6
Lanzada el 24 de febrero de 2006.
- Desarrolladores: Rick Brewster (líder), Tom Jackson
- Traducción al alemán: Dennis Dietrich
- v2.61 (Lanzada el 29 de marzo de 2006) -- corrección de bugs menores
- v2.62 (Lanzada el 10 de mayo de 2006) -- corrección de bugs menores
- v2.63 (Lanzada el 4 de junio de 2006) -- corrección de bugs menores
- v2.64 (Lanzada el 8 de julio de 2006) -- corrección de bugs menores

#### Versión 2.70
Lanzada el 2 de agosto de 2006.
Se integran algunos plug-ins, se actualizan los requerimientos del sistema
- Desarrolladores: Rick Brewster (Lead), Tom Jackson.
- Traducción al alemán: Dennis Dietrich.
- v2.72 (Lanzada el 31 de agosto de 2006) -- Este pequeño lanzamiento agrega un nuevo efecto y corrige bugs menores.

#### Versión 3.0
Lanzada el 26 de enero de 2007.
- Navegación por pestañas (TDI).
- Paleta de colores definible por el usuario (en contraposición a la rueda de colores).
- Dibujo con gradiente.
- Comando de capa "Merge Down".
- Más efectos: Nubes, Mediana (Median), Fuera de foco, Borde (Outline), y un Afilador (Sharpen) mejorado.
- 6 nuevos idiomas (8 en total).
- v3.01 (Lanzada el 26 de febrero de 2007) -- corrección de bugs menores.
- v3.05 (Lanzada el 29 de marzo de 2007) -- Nuevos efectos, mejora de ciertas partes de la interfaz de usuario, corrección de bugs menores.
- v3.07 (Lanzada el 8 de mayo de 2007) -- Mejora de la herramienta "Línea y curva", considerable reducción del tamaño de descarga, corrección de bugs relacionados con la apertura y guardado de archivos en Windows Vista.
- v3.10 (Lanzada el 23 de agosto de 2007)
- v3.20 (Lanzada el 12 de diciembre de 2007)
- v3.22 (Lanzada el 12 de enero de 2008) -- Añade un nuevo efecto de reducir el ruido.
- v3.30 (Lanzada el 10 de abril de 2008) -- Esta versión incluye una traducción al italiano, un nuevo efecto "Fragmento falta de definición", y la posibilidad de guardar las imágenes PNG a una profundidad de color de 8 y 24 bits. Para los desarrolladores, el sistema IndirectUI tiene algunos nuevos controles, algunas nuevas reglas de restricción, y ahora se puede utilizar para los plugins de tipo de archivo.
- v3.35 (Lanzada el 7 de junio de 2008) -- Un nuevo ajuste Posterización, un nuevo modo de selección de intersección, mejoró notablemente el rendimiento para la edición de selección.
- v3.5 (Lanzada el 6 de noviembre de 2009) -- Mejora de la fiabilidad de rendimiento, reducir el uso de memoria, la actualización a la versión más reciente de .NET Framework, y la actualización de la interfaz de usuario para Aero y vidrio (Windows 7 / Vista).
- v3.5.2 (Lanzada el 4 de enero de 2010) -- Resuelve algunos disparidades de entidad en la herramienta Texto entre GDI (Windows XP) y DirectWrite (Windows 7 / Windows Vista). También mejora el rendimiento general, así como la exactitud y la calidad de la herramienta Mover píxeles seleccionados, la Imagen-> función de cambio de tamaño, y el ajuste de Tono / Saturación.
- v3.5.5 (Lanzada el 26 de abril de 2010) -- Corrige un error al guardar las imágenes de 8 bits, mejora la composición de la capa y el rendimiento de desenfoque gaussiano, y se actualiza para soportar el nuevo .NET Framework 4.0 en algunos casos. Abandonado el soporte de Windows XP sin Service Pack 3, el apoyo adicional para .NET 4.0.
- v3.5.11 (Lanzada el 17 de agosto de 2013) -- Corrige el efecto de desenfoque gaussiano que estaba calculando erróneamente valores alfa para los píxeles no opacos. Efectos nitidez, mediana, y Fragmento unfocus han visto un mejor rendimiento de 25%, 30%, 40% y 100%, respectivamente. También el uso de memoria se reduce cuando muchas de las operaciones de manipulación de la selección están en la historia / deshacer la pila. El actualizador incorporado ahora es compatible con la actualización a Paint.NET 4.0.

#### Versión 4.0
Lanzada el 24 de junio de 2014.
- La versión 4.0 requiere Windows 7 SP1 o posterior (incluyendo 8 / 8.1, pero con exclusión de XP y Vista), y utiliza .NET Framework 4.5.1 (que se instalará automáticamente si es necesario). Esta reescritura completa contiene una marca nueva, asíncrono, motor totalmente multiproceso, selecciones suavizadas, una interfaz de usuario rediseñada, cepillos suaves, y una nueva herramienta de formas. La mayoría de las herramientas ahora son compatibles con la "historia de grano fino" y se pueden ajustar las propiedades de lo que el usuario ha dibujado antes de comprometerse a la capa.
- v4.0.6 (Lanzada el 2 de agosto de 2015) -- Actualización para Windows 10. Aumenta el tamaño máximo cepillo para 2000. La herramienta permite ahora formas formas personalizadas para ser instalados y usados. plugins de efectos basados en IndirectUI ahora pueden proporcionar texto de ayuda, accesible a través del botón de signo de interrogación.
- v4.0.7 (Lanzada el 30 de diciembre de 2015) -- Actualización de .NET Framework 4.6. Añadida traducción al sueco. barra de título utiliza el color de acento de Windows 10. Formas personalizadas XAML ahora es compatible con estrías cardinales a través PolyCurveSegment. herramienta de formas rendimiento de la representación en las CPU con muchos núcleos.
- v4.0.8 (Lanzada el 30 de diciembre de 2015) -- Se ha solucionado un problema por el que la herramienta Línea / Curva estaba fallando al dibujar líneas verticales de longitudes particulares.
- v4.0.9 (Lanzada el 5 de enero de 2016) -- Se ha solucionado un problema por el que las herramientas de selección a veces bloquearse. Se ha solucionado un problema por el que las miniaturas de los archivos PDF no funcionaban en algunos sistemas.
- v4.0.10 (Lanzada el 8 de julio de 2016) -- Se agregó "overscroll" al editor.
- 4.0.20 (Lanzada el 9 de enero de 2018) -- Actualizado para .NET Framework 4.7.1. Soporte de tema oscuro agregado.
- 4.1 (Lanzada el 5 de septiembre de 2018) -- Varios efectos reescritos para usar GPU. Copiar y pegar selecciones. Dos nuevos efectos: morfología y turbulencia. Aumento del nivel de zum máximo a 6400 %. Mejoras en IndirectUI.

## Portado a Mono
Miguel de Icaza ha portado parcialmente Paint.NET al proyecto Mono, una implementación de código abierto de la infraestructura de código común sobre la cual se basa Microsoft.NET. Esto permitiría que Paint.NET pueda ejecutarse en sistemas Linux u otras plataformas que soporten Mono. Si bien el port está incompleto y no hay lanzamientos planeados para 2006, se cree que un port completo es una meta alcanzable.
En diciembre de 2010 este proceso de portado está abandonado y no se ha actualizado desde marzo de 2009. Hay otro software, iniciado en febrero de 2010, llamado Pinta, que es similar a Paint.NET y que utiliza GTK y Cairo.